# Миронов Олексій Феодосійович
Олексі́й Феодо́сійович Миро́нов, при народженні — Сли́шик (10 січня 1933 — 8 червня 2008) — радянський будівельник, бригадир будівельно-монтажної бригади Управління будівництва залізних рудників Міністерства середнього машинобудування СРСР у м. Желєзногорськ Красноярського краю, Герой Соціалістичної Праці (1962).
Указом Президії Верховної Ради СРСР від 7 березня 1962 року Слишику Олексію Феодосійовичу присвоєне звання Героя Соціалістичної Праці з врученням ордена Леніна і медалі «Серп і Молот».
Останні роки життя проживав у м. Первомайську Миколаївської області, де й помер.